# ウォード・ヴァン・オーマン
ウォード・ヴァン・オーマン（Ward Tunte Van Orman 、1894年9月2日 - 1978年3月11日）はアメリカ合衆国の技術者、発明家、気球乗りである。生涯を通じてグッドイヤー社で働き、膨張救命ボートや自動漏洩防止燃料タンクの発明者とされる。気球の国内レースで5回優勝し、気球の国際レース、ゴードン・ベネット・トロフィーに10度参加し、3回優勝した。(1926年, 1929年, 1930年)
オハイオ州ロレインに生まれた。少年時代から科学と機械を好み、自ら稼いだ資金でケース応用科学学校Case School of Applied Scienceを卒業した。1917年にオハイオ州アクロンのグッドイヤー社のスタッフとなった。1917年に気球と飛行船の免許を取った。1921年にガソリンタンクの漏洩防止カバーを発明し、1928年に最初の特許を得た。後に自動漏洩防止燃料タンクの開発をおこなった。発明家としての業績のほうが、気球乗りとしての業績よりも大きかったとされている。
1925年の国際気球レースで、公海上の汽船の甲板に夜間に気球で緊急着艦した経験を持つ。1925年6月9日にブリュッセルを離陸した気球Goodyear IIIはフランスを越えて、スペインに向かったが、風向きが変わり大西洋上に流された。同乗者のカール・ウォラムは絶望してコニャックをあおり、2度まで飛び降りようとするのを押しとどめた。ヴァン・オーマンは海上に航海灯を見つけた。ドイツの小型貨物船ファーターラントであった。発光信号でモールス信号を送り、貨物船はすべての灯りを点して、気球の降下するほうに航行した。ヴァン・オーマンらは無事に貨物船の前部甲板に着艦した。ヴァン・オーマンと船長のルドルフ・ノルマンは生涯を通じて友人となった。この飛行は1925年の参加者中最長の飛行距離であったが、失格とされた。ゴードン・ベネット・トロフィーのルールに地上に着陸すること必要という項目が追加された。ヴァン・オーマンは15年後になってもこの決定への不満を述べた。
1926年の国内レースで、新しく選んだパートナーのウォルター・モートンと勝利し、国際レースの出場権をえて、1926年アントワープからスウェーデンのSolvesborgまで飛行し、ゴードン・ベネット・トロフィーを獲得した。翌年のレースでは3位となった。
1928年5月30日にピッツバーグで行われた国内レースは悲劇的な結果となった。3台の気球が雷の直撃を受け、ヴァン・オーマンの気球にも落雷し、モートンが死亡し、気球も炎上した。気球は墜落したが気嚢に残されたパラシュートに助けられ、ヴァン・オーマンは失神していたが重大な負傷をすることなく生き残った。
その後もさまざまな出来事にあったが、生き抜いた。競争相手に雇われた男たちに襲われたり、違法な酒造を行っている場所に着陸し、警察と間違われ、散弾銃の銃撃を受けたりした。カナダの森林に不時着して、森林の中をさまよい、森の中を走る電話線を破壊し、修理の人々による救援をまったこともあった。
1932年に妻を失い、子供を育てるために気球レースから引退した。気球レースから引退しても1962年までグッドイヤーでの研究を続けた。開発したものには燃料タンクや、ダイビング・スーツ用の防水繊維、プレッシャー・スーツ用のジッパーなどがある。
引退後は全国で熱心に講演を行い、死ぬまで、時々は熱気球で飛行した。